# Rolpey Dorje (karmapa)
Rolpey Dorje (1340-1383) was de vierde gyalwa karmapa, hoofd van de kagyüschool van het Tibetaans boeddhisme.
Rolpey Dorje werd in de Kongpo provincie van Centraal Tibet geboren. Naar verluidt zei hij na zijn geboorte: "Om mani padme hum." Op driejarige leeftijd zei hij dat hij de karmapa was. En werd in zijn tienerjaren opgeleid door zowel de kagyü alsook de nyingmaschool. Op 19-jarige leeftijd werd hij door de keizer van China uitgenodigd en begon hij aan een lange rondreis door China waar hij vele kloosters stichtte.
Bij terugkeer in Tibet gaf hij les aan een jongen, Tsongkhapa, en maakte de voorspelling dat hij heel belangrijk voor het Tibetaanse boeddhisme zou worden. Tsongkhapa stichtte later de gelugschool. De nieuwe keizer van China nodigde hem ook uit, maar Rolpey Dorje stuurde een lama in zijn plaats en reisde nog veel door Tibet en China en stichtte nog vele kloosters.

## Klooster van de vierde karmapa

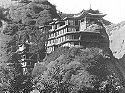
Boven Taktser het klooster Shadzong Ritro

Op een bergpiek op 150 meter boven Taktser is begin 14e eeuw het klooster Shadzong Ritro gebouwd door de Rolpey Dorje. In dit klooster ontving hij de eerste inwijdingen van Tsongkhapa.